# Damernas turnering i volleyboll vid olympiska sommarspelen 1964
Damernas turnering i volleyboll vid olympiska sommarspelen 1964 spelades 11 till 23 oktober 1964 i Yokohama och Tokyo, Japan. Det var första gången de olympiska sommarspelen innehöll en volleybollturnering. Den avgjordes i form av ett seriespel och Japan blev de första olympiska mästarna.

## Arenor
|                                                                          |                                                                      |  |
|                                                                          |                                                                      |  |
| Yokohama Cultural Gymnasium Stad: Yokohama Kapacitet: 5 000 Öppnad: 1962 | Komazawa Volleyball Courts Stad: Tokyo Kapacitet: 3 908 Öppnad: 1958 |  |

## Regelverk

### Format
Turneringens spelades i form av seriespel där alla lag mötte alla andra lag en gång.

### Metod för att bestämma tabellplacering
Det vinnande laget fick 2 poäng och det förlorande laget 1 poäng.
Lagens position i respektive gruppen bestämdes utifrån (i tur och ordning):
- Poäng;
- Kvot vunna/förlorade set
- Kvot vunna/förlorade bollpoäng
- Inbördes möten.

## Deltagande lag
| Lag           | Turnering                       |
| ------------- | ------------------------------- |
| Sydkorea      | 2:a asiatiskt och oceanskt kval |
| Japan         | Värdland                        |
| Polen         | 3:a VM 1962                     |
| Rumänien      | 3:a EM 1963                     |
| USA           | 2:a panamerikanska spelen 1963  |
| Sovjetunionen | 2:a VM 1962                     |

## Turneringen[5]

### Resultat
| 11 oktober 1964 Komazawa Volleyball Courts, Tokyo Speltid: 0:40 - Åskådare: ?     | Rumänien      | 0 - 3 | Sovjetunionen | 5-15, 6-15, 0-15        |
| 11 oktober 1964 Komazawa Volleyball Courts, Tokyo Speltid: 0:41 - Åskådare: ?     | USA           | 0 - 3 | Japan         | 1-15, 5-15, 2-15        |
| 12 oktober 1964 Yokohama Cultural Gymnasium, Yokohama Speltid: 0:54 - Åskådare: ? | Sydkorea      | 0 - 3 | Sovjetunionen | 0-15, 6-15, 0-15        |
| 12 oktober 1964 Yokohama Cultural Gymnasium, Yokohama Speltid: 0:44 - Åskådare: ? | USA           | 0 - 3 | Polen         | 3-15, 4-15, 10-15       |
| 12 oktober 1964 Yokohama Cultural Gymnasium, Yokohama Speltid: 1:01 - Åskådare: ? | Rumänien      | 0 - 3 | Japan         | 7-15, 3-15, 8-15        |
| 13 oktober 1964 Komazawa Volleyball Courts, Tokyo Speltid: 0:46 - Åskådare: ?     | Rumänien      | 3 - 0 | USA           | 15-9, 15-1, 15-2        |
| 13 oktober 1964 Komazawa Volleyball Courts, Tokyo Speltid: 1:02 - Åskådare: ?     | Sydkorea      | 0 - 3 | Polen         | 5-15, 5-15, 11-15       |
| 14 oktober 1964 Yokohama Cultural Gymnasium, Yokohama Speltid: 0:47 - Åskådare: ? | Sydkorea      | 0 - 3 | Japan         | 3-15, 2-15, 4-15        |
| 15 oktober 1964 Komazawa Volleyball Courts, Tokyo Speltid: 1:13 - Åskådare: ?     | Polen         | 0 - 3 | Sovjetunionen | 9-15, 5-15, 5-15        |
| 17 oktober 1964 Yokohama Cultural Gymnasium, Yokohama Speltid: 1:13 - Åskådare: ? | Sovjetunionen | 3 - 0 | USA           | 15-1, 15-8, 15-7        |
| 18 oktober 1964 Komazawa Volleyball Courts, Tokyo Speltid: 1:39 - Åskådare: ?     | Polen         | 1 - 3 | Japan         | 4-15, 5-15, 15-13, 2-15 |
| 19 oktober 1964 Komazawa Volleyball Courts, Tokyo Speltid: 1:06 - Åskådare: ?     | Rumänien      | 3 - 0 | Sydkorea      | 15-10, 15-9, 15-6       |
| 21 oktober 1964 Komazawa Volleyball Courts, Tokyo Speltid: 1:06 - Åskådare: ?     | Sydkorea      | 0 - 3 | USA           | 7-15, 13-15, 13-15      |
| 22 oktober 1964 Yokohama Cultural Gymnasium, Yokohama Speltid: 1:08 - Åskådare: ? | Rumänien      | 0 - 3 | Polen         | 7-15, 6-15, 8-15        |
| 23 oktober 1964 Komazawa Volleyball Courts, Tokyo Speltid: 1:30 - Åskådare: ?     | Japan         | 3 - 0 | Sovjetunionen | 15-11, 15-8, 15-13      |

### Sluttabell
| Pos. | Lag           | Pt | G | V | P | VS | FS | Kvot   | VP  | FP  | Kvot  |
| ---- | ------------- | -- | - | - | - | -- | -- | ------ | --- | --- | ----- |
| 1.   | Japan         | 10 | 5 | 5 | 0 | 15 | 1  | 15,000 | 238 | 93  | 2,559 |
| 2.   | Sovjetunionen | 9  | 5 | 4 | 1 | 12 | 3  | 4,000  | 212 | 97  | 2,185 |
| 3.   | Polen         | 8  | 5 | 3 | 2 | 10 | 6  | 2,500  | 180 | 162 | 1,111 |
| 4.   | Rumänien      | 7  | 5 | 2 | 3 | 9  | 6  | 1,500  | 140 | 172 | 0,813 |
| 5.   | USA           | 6  | 5 | 1 | 4 | 3  | 12 | 0,250  | 98  | 213 | 0,460 |
| 6.   | Sydkorea      | 5  | 5 | 0 | 5 | 0  | 15 | 0,000  | 94  | 225 | 0,417 |

## Slutplaceringar
| Pos. | Lag           |
| ---- | ------------- |
|      | Japan         |
|      | Sovjetunionen |
|      | Polen         |
| 4.   | Rumänien      |
| 5.   | USA           |
| 6.   | Sydkorea      |